# Tepepa, Hidalgo
Tepepa är en ort i Mexiko.   Den ligger i kommunen Acaxochitlán och delstaten Hidalgo, i den sydöstra delen av landet, 130 km nordost om huvudstaden Mexico City. Tepepa ligger 2 193 meter över havet och antalet invånare är 4 512.
Terrängen runt Tepepa är kuperad. Runt Tepepa är det ganska tätbefolkat, med 108 invånare per kvadratkilometer. Närmaste större samhälle är Huauchinango, 12,9 km öster om Tepepa. I omgivningarna runt Tepepa växer i huvudsak blandskog.